# Alex Scott
Alexander Silcock Scott (Falkirk, 1936. november 22. – 2001. szeptember 13.) skót válogatott labdarúgó. 

## Pályafutása

### Klubcsapatban
1954 és 1963 között a Rangers játékosa volt, melynek tagjaként négy bajnokságot két kupát és két ligakupát nyert. 1963 és 1967 között az Evertonban játszott, melynek színeiben 1966-ban megnyerte az FA-kupát. 1967-től 1970-ig a Hibernian csapatában szerepelt. 1970 és 1972 között a Falkirk FC együttesét erősítette.  

### A válogatottban
1956 és 1966 között 16 alkalommal szerepelt a skót válogatottban és 5 gólt szerzett. Részt vett az 1958-as világbajnokságon, de nem lépett pályára egyetlen mérkőzésen sem.

## Sikerei, díjai
Rangers FC
- Skót bajnok (4): 1955–56, 1956–57, 1958–59, 1960–61
- Skót kupagyőztes (2): 1959–60, 1961–62
- Skót ligakupagyőztes (2): 1959–60, 1961–62

Everton
- Angol kupagyőztes (1): 1965–66
- Angol szuperkupagyőztes (1): 1963